# Neprofitna organizacija
Neprofitne organizacije po hrvatskim zakonima su udruge građana, zaklade i ustanove koje ne ostvaruju dobit (ili profit).

## Vanjske poveznice
- Zakon o udrugama